# Cameron (lutadora)
Ariane Nicole Andrew  (Orlando, 3 de novembro de 1987) é uma dançarina, modelo, profissional wrestler e manager americana. Ela ficou mais conhecida pela sua passagem na WWE sob o nome de ringue de Cameron. Com seu verdadeiro nome, Ariane, ela participou da temporada de 2011 do Tough Enough, onde ela foi a primeira concorrente eliminada. Mais tarde, ela assinou com a WWE e se juntou a Naomi na formação das The Funkadactyls. Em 2013, Ariane participou do elenco do reality show Total Divas.

## Carreira

### World Wrestling Entertainment/WWE (2011–2016)

#### Tough Enough (2011)
Em 2011, Andrew foi uma das quartoze participantes do renascimento do WWE Tough Enough. Ela foi a primeira eliminada do show.

#### Florida Championship Wrestling (2011–2012)
Imediatamente depois de ser eliminada do Tough Enough, Andrew confirmou em sua conta oficial no Twitter que havia assinado contrato com a WWE para treinar em seu território de desenvolvimento, e que iria fazer sua estreia no dia 7 de julho de 2011, como uma apresentadora de ringue em um house show da FCW. Em 9 de julho ela fez sua estreia no ringue, sob o novo nome de Cameron Lynn, em uma battle royal que também contava com Audrey Marie, Caylee Turner, Kaitlyn, Maxine, Raquel Diaz, Sonia e Aksana, em que ela foi a primeira eliminada. Em 9 de outubro de 2011, em um episódio da FCW, ela fez sua estreia com Byron Saxton acompanhando Naomi ao ringue durante um combate contra a novata Leah West, onde Naomi venceu. Em 23 de outubro durante as gravações, Cameron Lynn e McCray se uniram contra Caylee Turner e Kaitlyn, onde venceram após Naomi aplicar um leg lariat em Turner.

#### The Funkadactyls (2012–2014)
No dia 9 de janeiro de 2012 em um episódio do Raw, Cameron fez sua estreia na WWE como uma das dançarinas e valets (junto com Naomi) de Brodus Clay em seu retorno. Ela também esteve presente na WrestleMania XXVIII ao lado de Naomi durante um segment com Clay. No pré-show do pay-per-view TLC: Tables, Ladders & Chairs em 16 de dezembro de 2012, Cameron participou de sua primeira match televisionada na WWE, onde era uma "Santa's Little Helpers" battle royal, que foi vencida por sua companheira Naomi, que mais tarde enfrentou sem sucesso Eve Torres pelo WWE Divas Championship.

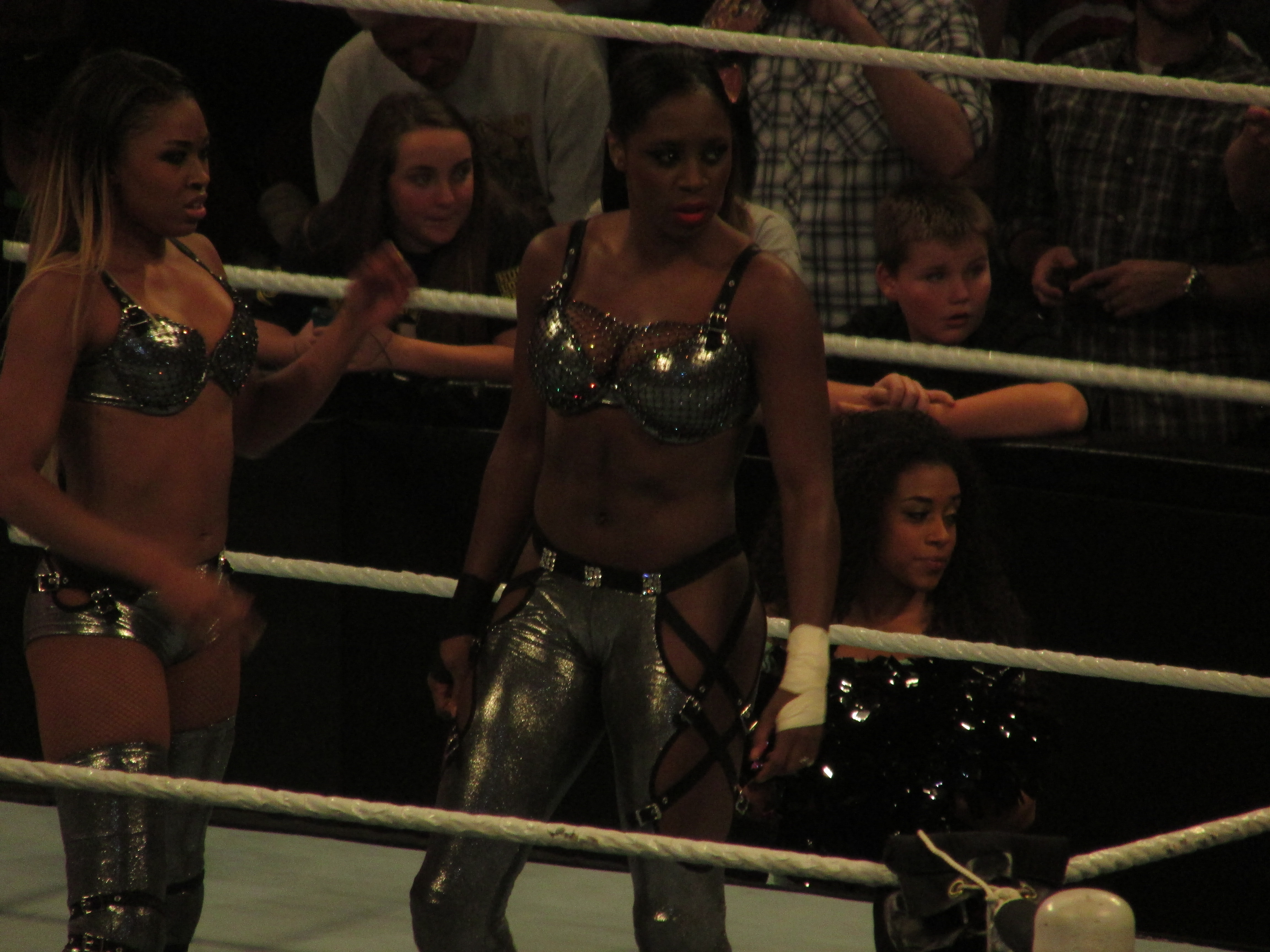
Cameron (direita) no ringue com Naomi antes de um combate em 2013.

 Em 6 de fevereiro num episódio do WWE Main Event, The Funkadactyls se envolveram em uma briga nos bastidores com Tamina Snuka e Aksana após a dupla pedir para Crodus Clay demiti-las e contratar as duas em seu lugar. Isto levou a um combate mais tarde, no qual elas derrotaram Snuka e Aksana.
Em 15 de março nos bastidores do SmackDown!, The Funkadactyls foram atacadas por The Bella Twins. Em 22 de março no SmackDown e 25 de março no Raw, The Funkadactyls atacaram The Bella Twins depois de suas interferências nos combates de Brodus Clay e Tensai contra Team Rhodes Scholars (Cody Rhodes e Damien Sandow). The Funkadactyls e The Bella Twins se enfrentaram em uma tag team match em 27 de março em um episódio do Main Event, onde Bella Twins venceram após uma interferência de Rhodes. Em 1 de Abril no Raw, The Funkadactyls novamente voltaram a perder para The Bella Twins. Cameron e Naomi foram anunciadas para a WrestleMania 29 com Tons of Funk (Brodus Clay e Tensai) contra Team Rhodes Scholars e The Bella Twins em uma 8-person-mixed tag team match, no entanto, o combate foi cancelado por causa de restrição de tempo. Na noite seguinte no Raw, The Funkadactyls e Tons of Funk derrotaram The Bella Twins e Team Rhodes Scholars.
Em 26 de Agosto no Raw, Cameron e Naomi acompanharam Natalya em um combate contra Brie Bella, enquanto AJ Lee interrompeu e declarou guerra contra o elenco do Total Divas contra as "reais" Divas. Em 27 de Setembro no Smackdown!, Cameron foi derrotada por AJ Lee em um combate individual após AJ colocar Cameron em sua submissão "Black Widow".  O elenco do "Total Divas" derrotou as  "The True Divas" (Foxsana, Divas Champion AJ, Kaitlyn, Rosa Mendes, Tamina Snuka e Summer Rae) em uma traditional survivor series elimination tag-team match no Survivor Series pay-per-view e na noite seguinte no Raw.
Em 15 de Dezembro no TLC pay-per-view, Cameron, junto com Naomi e Tensai, abandonaram Brodus Clay devido suas atitudes, efetivamente desformando os Tons of Funk. Na noite seguinte no Raw, Cameron e Naomi se aliaram com R-Truth e Xavier Woods, começando uma temporada como manager deles.
Em Janeiro de 2014, The Funkadactyls começaram uma feud com a Divas Champion AJ Lee e Tamina Snuka, quando Naomi recebeu um push para o Divas Championship derrotando AJ em várias tag team matches no Raw e SmackDown. Entretanto, a rivalidade foi cortada após Naomi sofrer uma lesão no olho durante uma match com Aksana no Raw em 3 de fevereiro. Em 10 de Fevereiro no Raw, Cameron venceu Aksana durante uma 6-tag team match, e mais tarde em 19 de Fevereiro no Main Event, onde Cameron mais uma vez a derrotou em um combate individual. Em 23 de Fevereiro no Elimination Chamber, Cameron recebeu seu primeiro combate pelo WWE Divas Championship, onde ela venceu o combate via desqualificação após Tamina Snuka acidentalmente atacar AJ. Cameron recebeu uma rematch em 28 de Fevereiro no SmackDown, mas ela perdeu após AJ forcá-la a desistir depois de um Black Widow. Na WrestleMania XXX, Cameron falhou em capturar o título em uma "Vickie Guerrero Divas Championship Invitational" match, que foi vencida por AJ.

#### Competições Individuais (2014-2016)

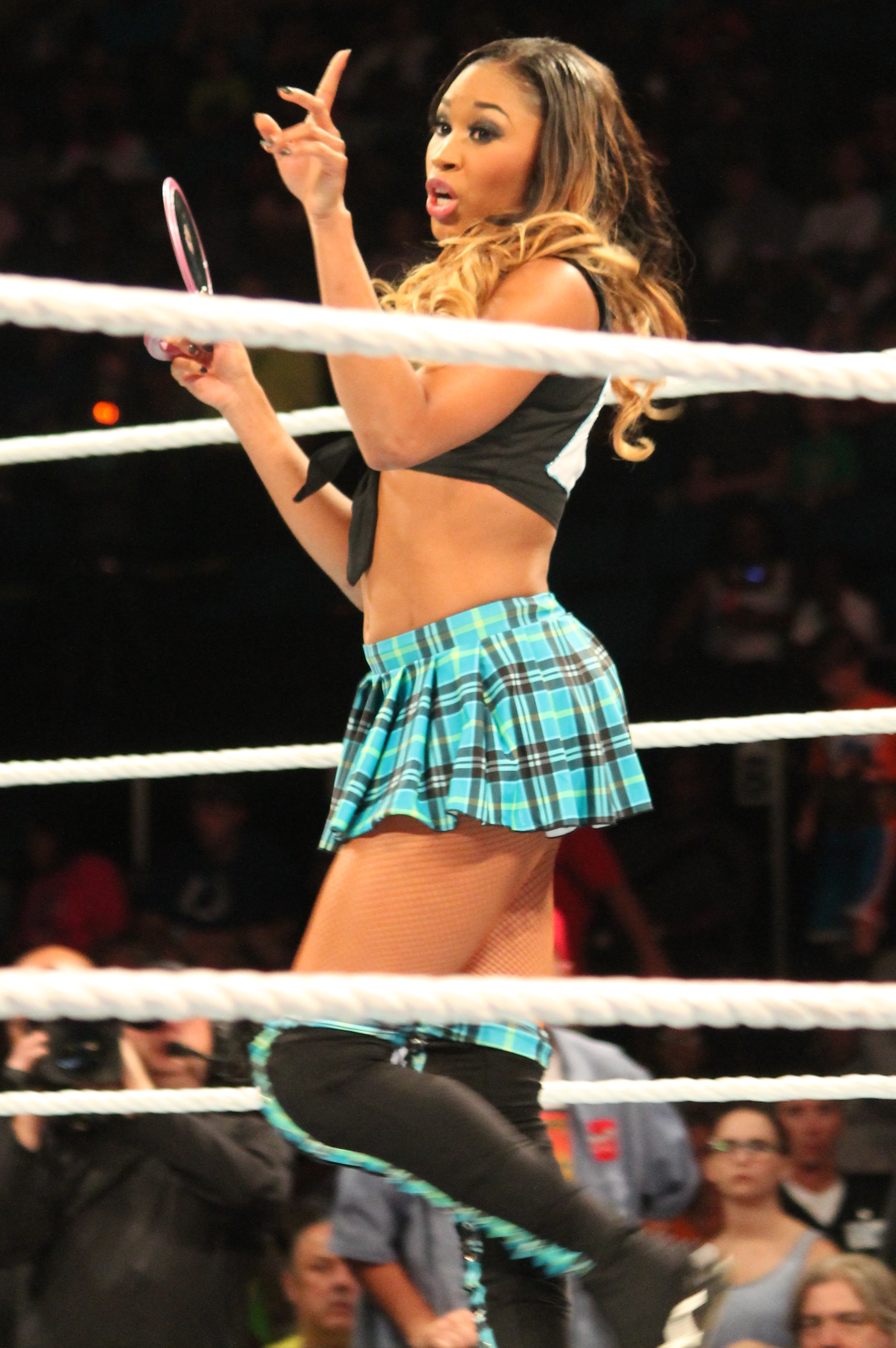
Cameron antes de um combate em Setembro de 2014

Em Junho, Cameron foi colocada em uma rivalidade com a Divas Champion Paige, onde também Cameron começou a mostrar tendência heel, sem aprovação de Naomi,  com ela perdendo três combates para Paige no WWE Superstars e Raw em partidas sem o título em linha. The Funkadactyls continuaram a se desentender no Raw e Main Event, após elas venceram uma handicap match contra Nikki Bella.
Em 7 de Julho no Raw, Cameron e Naomi foram derrotadas por  AJ Lee e Paige após Cameron fazer tag com Naomi contra sua vontade e ser pinada por Paige. Após o combate, elas começaram uma briga entre elas dentro e fora do ringue, resultando com Cameron concretizando seu heel turn, desfazendo imediatamente as The Funkadactyls. Na noite seguinte no Main Event, Cameron foi posta em um combate com Natalya, Eva Marie, Rosa Mendes e Summer Rae contra Nikki Bella em uma 6–contra–1 handicap match, mas ela não participou do combate, aparecendo apenas no final para atacar Naomi e Nikki. Cameron competiu em seu primeiro combate como vilã em 15 de Julho no  Main Event contra Emma. Após perder o combate, ela atacou Emma com Naomi vindo para salvar Emma. Esses eventos levaram a um combate no pre-show do Battleground, onde Cameron derrotou Naomi. No Survivor Series, Cameron participou em uma 4-contra-4 elimination tag team match, onde ela foi eliminada por Naomi antes de sua equipe perder o combate.
Em 6 de Abril no Raw, junto com Alicia Fox, Natalya e Summer Rae, Cameron pediu uma oportunidade pelo WWE Divas Championship para o Diretor de Operações, Kane, onde ele marcou uma battle royal para a semana seguinte. Em 9 de Abril, no SmackDown, Cameron separou uma briga entre Natalya e Alicia Fox nos bastidores após uma entrevista com Renee Young antes de servir como arbitro especial em um combate entre elas e atacá-las após Natalya vencer. Em 13 de Abril no Raw, Cameron falhou ao vencer a battle royal para determinar a desafiante do título de Nikki Bella no Extreme Rules, sendo eliminada por Naomi. Entretanto, em 16 de Abril ela derrotou Natalya e Fox em uma triple threat match no SmackDown. Alguns dias depois, em 30 de abril, no SmackDown, Cameron confrontou Nikki Bella em um segmento no backstage, o que resultou em uma luta, onde Cameron saiu derrotada.
Após alguns meses participando apenas de shows não-televisionados, Cameron fez seu retorno à televisão no dia 4 de Novembro, em uma edição do WWE NXT, onde enfrentou Asuka e foi derrotada.

## Vida pessoal
Andrew se formou em Bachelor of Arts em marketing de negócios e em Bachelor of Science em Psicologia pela California State University, Northridge. Ela mudou-se para North Hollywood, Califórnia, onde ela trabalhava como terapeuta comportamental para crianças autistas.
Em 24 de agosto de 2012, Ariane foi presa por DUI em North Hillsborough County, Florida. Ela mais tarde foi liberada após pagar fiança de $500 dólares.
Andrew é de descendência afro-asiática.

## No wrestling
- Finishing Moves
  - Springboard bulldog
  - Split-legged leg drop[41]
  - Spike DDT[41]
- Signature Moves
  - Arm drag[42]
  - Corner monkey flip
  - Whellbarrow Arm Drag
  - Rope aided headscissors takedown[41][43]
  - Running crossbody[41]
  - Running clothesline[41]
  - Somersault senton[44]
  - Múltiplos pin variações
    - Small Package
    - Roll-up
    - Sunset flip[42]
    - Back slide[42]

  - Swinging neckbreaker[43]
- With Naomi
  - Double team finishing moves
    - Simultaneous Split-legged leg drop[45]

  - Double team signature moves
    - Double suplex[46]
    - Skin the cat por Naomi, e baseball slide por Cameron
- Managers
  - Naomi Knight
  - Byron Saxton
- Wrestlers managed
  - Naomi Knight[47]
  - Byron Saxton[47]
  - Brodus Clay
  - Tensai
- Temas de entrada
  - '"Stankology"' por Firstcom (FCW)
  - "Somebody Call My Momma" por Jim Johnston (Usado quando manager de Brodus Clay; 9 de Janeiro de 2012–2016)